# Çorraj
Çorraj är en kommun i Albanien.   Den ligger i distriktet Rrethi i Tropojës och prefekturen Qarku i Kukësit, i den norra delen av landet, 110 km norr om huvudstaden Tirana.
Trakten runt Çorraj består till största delen av jordbruksmark.  Runt Çorraj är det ganska glesbefolkat, med 42 invånare per kvadratkilometer.